# Стража-при-Долу
Стража-при-Долу (словен. Straža pri Dolu) — поселення в общині Войник, Савинський регіон, Словенія. 
Висота над рівнем моря: 426,8 м.